# Ischyja amboinensis
Ischyja amboinensis là một loài bướm đêm trong họ Noctuidae.